# Paul Hupperts

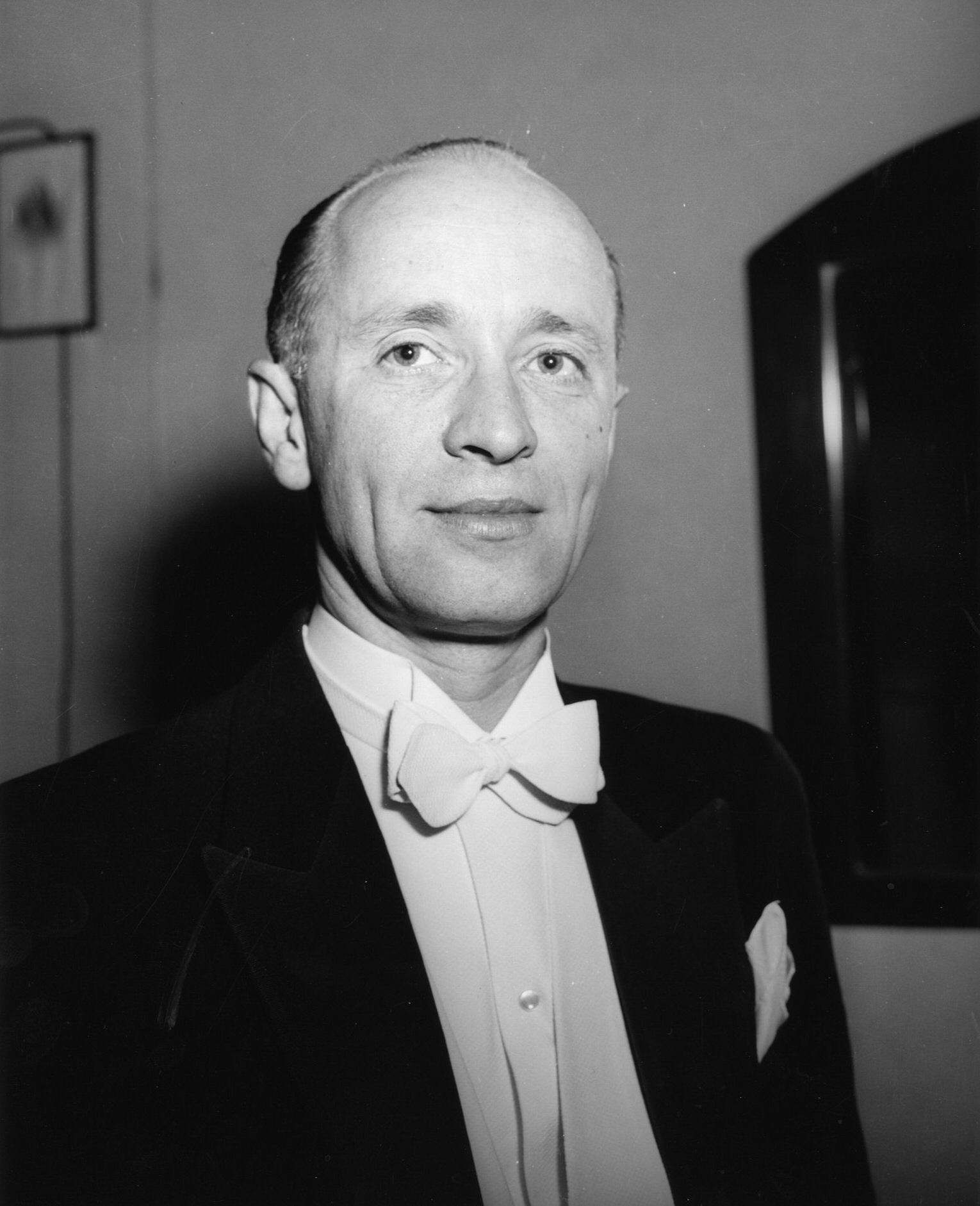
Paul Hupperts (1957)

Paul Hupperts (* 25. Januar 1919 in Gulpen/Provinz Limburg; † 16. März 1999 in Bosch en Duin/Provinz Utrecht) war ein niederländischer Dirigent.

## Leben
Hupperts studierte u. a. bei Hendrik Andriessen und Wouter Paap in Utrecht und bei Henri Hermans, dem Dirigenten des Maastrichts Stedelijk Okest. Ab 1945 leitete er den Chor L’étoile de Mastricht, mit dem er erfolgreiche Konzerte in Amsterdam, Rotterdam und Den Haag gab. 1947 wurde er Nachfolger von Hermans beim Maastrichts Stedelijk Orkest.
Als Nachfolger von Willem van Otterloo und Henk Spruit übernahm er 1949 die Leitung des Utrechts Symfonie Orkest (eines Vorläufers des Nederlands Philharmonisch Orkest), die er bis 1978 innehatte. Daneben dirigierte er ab 1973 das Radio Kamer Orkest, das sich besonders der zeitgenössischen Musik widmet.